# 동튀르키스탄의 기

동튀르키스탄의 기 비율 2:3

동튀르키스탄의 기는 1933년 11월 12일에 제정되었다. 하늘색 바탕에는 하얀색 초승달과 별이 그려져 있다. 동튀르키스탄 독립의 상징으로 여겨지기 때문에 중화인민공화국에서는 사용이 금지되어 있다.
바탕색이 하늘색인 것을 제외하고는 튀르키예의 국기와 매우 유사하다.

## 과거의 기

동튀르키스탄 제1공화국의 기 (1933년 ~ 1934년)
동튀르키스탄 제2공화국의 기 (1944년 ~ 1949년)

## 같이 보기
- 신장 독립운동